# Amministrazione di Castel Goffredo nella storia
| Amministrazione di Castel Goffredo nella storia | Amministrazione di Castel Goffredo nella storia | Amministrazione di Castel Goffredo nella storia    | Amministrazione di Castel Goffredo nella storia          | Amministrazione di Castel Goffredo nella storia |
| dal                                             | al                                              | nome                                               | titolo                                                   | stemma                                          |
| ----------------------------------------------- | ----------------------------------------------- | -------------------------------------------------- | -------------------------------------------------------- | ----------------------------------------------- |
| 800                                             | 1001                                            | Distretto di Sirmione                              |                                                          |                                                 |
| 1001                                            | 1115                                            | Contea di Brescia e governo dei Canossa            |                                                          |                                                 |
| 1115                                            | 1190                                            | Conti Longhi                                       |                                                          |                                                 |
| 1190                                            | 1237                                            | Comune di Brescia                                  |                                                          |                                                 |
| 1237                                            | 1267                                            | Ezzelino III da Romano                             | Signore della Marca Trevigiana                           |                                                 |
| 1267                                            | 1317                                            | Mastino I della Scala                              | Signore di Verona                                        |                                                 |
| 1317                                            | 1332                                            | Cangrande I della Scala                            | Signore di Verona                                        |                                                 |
| 1332                                            | 1335                                            | Mastino II della Scala                             | Signore di Verona                                        |                                                 |
| 1335                                            | 1337                                            | Luigi I Gonzaga                                    | I Capitano del Popolo di Mantova                         |                                                 |
| 1337                                            | 1337                                            | Visconti di Milano (Azzone)                        | Signore di Milano                                        |                                                 |
| 1337                                            | 1348                                            | Luigi I Gonzaga                                    | I Capitano del Popolo di Mantova                         |                                                 |
| 1348                                            | 1404                                            | Visconti di Milano (Matteo e Gian Galeazzo)        | Signori di Milano                                        |                                                 |
| 1404                                            | 1426                                            | Carlo I Malatesta, tutore di Gianfrancesco Gonzaga | Signori di Rimini                                        |                                                 |
| 1426                                            | 1431                                            | Repubblica di Venezia                              | Doge di Venezia (Francesco Foscari)                      |                                                 |
| 1431                                            | 1439                                            | Gianfrancesco Gonzaga                              | V Capitano del Popolo e I marchese di Mantova            |                                                 |
| 1439                                            | 1441                                            | Repubblica di Venezia                              | Doge di Venezia (Francesco Foscari)                      |                                                 |
| 1441                                            | 1444                                            | Gianfrancesco Gonzaga                              | V Capitano del Popolo e I marchese di Mantova            |                                                 |
| 1444                                            | 1466                                            | Alessandro Gonzaga                                 | Marchese di Castel Goffredo, Castiglione e Solferino     |                                                 |
| 1466                                            | 1478                                            | Ludovico II Gonzaga                                | II marchese di Mantova                                   |                                                 |
| 1478                                            | 1479                                            | Rodolfo e Ludovico Gonzaga congiuntamente          | Marchesi di Castel Goffredo                              |                                                 |
| 1479                                            | 1511                                            | Ludovico Gonzaga                                   | Vescovo di Mantova e marchese di Castel Goffredo         |                                                 |
| 1511                                            | 1549                                            | Aloisio (o Luigi Alessandro) Gonzaga               | Marchese di Castel Goffredo, Castiglione e Solferino     |                                                 |
| 1549                                            | 1592                                            | Alfonso Gonzaga                                    | Marchese di Castel Goffredo                              |                                                 |
| 1592                                            | 1593                                            | Rodolfo Gonzaga                                    | II marchese di Castel Goffredo e marchese di Castiglione |                                                 |
| 1593                                            | 1602                                            | Vincenzo I Gonzaga                                 | IV duca di Mantova                                       |                                                 |
| 1602                                            | 1612                                            | Vincenzo I Gonzaga                                 | IV duca di Mantova                                       |                                                 |
| 1612                                            | 1612                                            | Francesco IV Gonzaga                               | V duca di Mantova                                        |                                                 |
| 1612                                            | 1626                                            | Ferdinando Gonzaga                                 | VI duca di Mantova                                       |                                                 |
| 1626                                            | 1627                                            | Vincenzo II Gonzaga                                | VII duca di Mantova                                      |                                                 |
| 1627                                            | 1637                                            | Carlo I di Gonzaga-Nevers                          | VIII duca di Mantova e Nevers                            |                                                 |
| 1637                                            | 1665                                            | Carlo II di Gonzaga-Nevers                         | IX duca di Mantova e Nevers                              |                                                 |
| 1665                                            | 1708                                            | Ferdinando Carlo di Gonzaga-Nevers                 | X duca di Mantova e Nevers                               |                                                 |
| 1708                                            | 1797                                            | Casa d'Asburgo                                     |                                                          | Impero austriaco (bandiera)                     |
| 1797                                            | 1799                                            | Repubblica Cisalpina                               |                                                          | Repubblica Cisalpina (bandiera)                 |
| 1799                                            | 1801                                            | Casa d'Asburgo                                     |                                                          | Impero austriaco (bandiera)                     |
| 1801                                            | 1805                                            | Repubblica Cisalpina                               |                                                          | Repubblica Cisalpina (bandiera)                 |
| 1805                                            | 1815                                            | Regno d'Italia                                     |                                                          |                                                 |
| 1815                                            | 1861                                            | Regno Lombardo Veneto                              |                                                          |                                                 |
| 1859                                            | 1861                                            | Regno di Sardegna                                  |                                                          | Italia (bandiera)                               |
| 1861                                            | 1946                                            | Regno d'Italia                                     |                                                          | Italia (bandiera)                               |
| 1946                                            | oggi                                            | Repubblica Italiana                                |                                                          | Italia (bandiera)                               |